# Miroslav Zámečník
Miroslav Zámečník (* 24. února 1962) je český ekonom a publicista. V roce 2009 byl členem a později předsedou dozorčí rady Českých aerolinií. Jako člen Národní ekonomické rady vlády (NERV) spolupracoval na protikrizových opatřeních. Od roku 2001 působí jako konzultant v oblasti finanční restrukturalizace a reorganizace insolventních podniků, firemních fúzi a akvizic. V minulosti byl například vedoucím Centra pro ekonomickou analýzu v kanceláři prezidenta Václava Havla, vyjednávačem Středoevropské zóny volného obchodu, zástupcem České republiky ve Světové bance a náměstkem ředitele Konsolidační banky. Od roku 2022 je předsedou dozorčí rady akciové společnosti České dráhy.

## Biografie a kariéra
Absolvoval Vysokou školu ekonomickou v Praze. 
Během let 1991–1993 pracoval jako vedoucí Centra ekonomických analýz v Kanceláři prezidenta republiky Václava Havla. V letech 1994 až 1998 byl zástupcem České republiky ve Světové bance. V letech 2000 až 2001 pracoval ve vedení Revitalizační agentury a Konsolidační banky.
V současnosti[zdroj?] pracuje ve firmě Boston Venture Central Europe. 
Mezi lety 2009–2013 a 2020–2021 byl členem Národní ekonomické rady vlády (NERV).
V letech 2002 až 2006 párkrát publikovat v časopisu Respekt.
Mezi lety 2002 a 2020 působil jako občasný komentátor pro týdeník Ekonom a jeho online verzi.
V roce 2010 byl spoluautorem tehdejšího ekonomického programu Strany zelených. Ten byl postaven na investicích do vědy a vzdělávání, zelené ekonomice a vytváření tzv. „smart jobs“, tj. pracovních míst v oborech, které absorbují a vytvářejí prostor pro výsledky vědy a výzkumu.

Od roku 2012 působí v akademické radě konzervativního think tanku TOPAZ, který založila politická strana TOP 09.
Od roku 2016 byl v dozorčí radě České exportní banky.
Od února 2022 je předsedou dozorčí rady akciové společnosti České dráhy.
Od roku 2023 je hlavním analytikem a komentátorem pro Hrot Media (týdeník Hrot, online médium Hrot24), které založila společnost SPM Media vydávající pravicový a konzervativní online médium Echo24.
Je ženatý a má dva syny.